# Міські голови Мелітополя

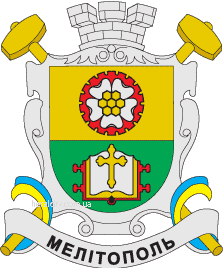
Герб м. Мелітополя

Мелітополь отримав статус міста в 1842 році, і кілька наступних років адміністративні органи Мелітопольського повіту переїжджали в Мелітополь з Оріхова. До 1867 року містом керував керівник міської поліції — городничий (до 1863 р.) або справник (1863-1867).
8 травня 1867 в Мелітополі було введено спрощене міське господарське управління, і на чолі міста став міський староста. Після прийняття Міського положення 16 червня 1870 Мелітополем керував міський голова, який обирається міською думою.
У роки Громадянської війни влада в Мелітополі багаторазово змінювалася, але довговічна цивільна влада виникала рідко. У складі СРСР Мелітополем керували двоє людей з взаємодоповнюючими повноваженнями, голова міськвиконкому і перший секретар міськкому партії. У роки німецької окупації Мелітополя (1941-1943) містом керували гебітскомісар і бургомістр.
У незалежній Україні голова міськвиконкому залишався фактичним керівником міста до 1997 року, коли була введена посада міського голови.

## Російська імперія (1844—1917)[1]
- Янушковскій Каєтан Антонович (1844—1847)
- Ковецький Цезар Лаврентійович (1848—1861)
- Брамм (1861—1862)
- Карташев Аполлон Михайлович (1862—1863)
- Симонович (з 1863 р)
- Коротков (бл. 1868 г.)
- Купенко Тимофій Федорович (бл. 1871 — бл. 1872)
- Варварів Костянтин Феопонтовіч (бл. 1872)
- Куликовський Іван Іванович (1873—1878)
- Ровинський Іван Прокопович (1878—1890)
- Черніков Іван Єгорович (1890—1894)
- Донцов Іван Дмитрович (не вступив на посаду)
- Панкеєв Олексій Матвійович (1894—1902)
- Черніков Іван Єгорович (1902—1906)
- Ровинський Леонід Іванович (1906—1910)
- Жамгоцев Йосип Якович (1910—1915)
- Панкеєв Олексій Матвійович (1915—1917)

## СРСР (1917—1941)[2]
Про деякі керівників міста цього періоду ніяких відомостей не залишилося.
- Пахомов Микола Іванович (20 грудня 1917 — березень 1918)
- Кирієнко Іван Михайлович (1919—1922)
- Капранов Микола Євдокимович (1922—1924)
- Пахомов Микола Іванович (1925—1926)
- Коржиков Тит Михайлович (1926—1928)
- Кириченко (1928)
- Власенко Тимофій Антипович (1928—1929)
- Бєляєв Олександр Олексійович (1930—1931)
- Ємельянов (1932—1933)
- Власов (1933—1934)
- Плоткін Семен Григорович (1936—1937)
- Ілляшенко Дмитро Костянтинович (1937—1938)
- Филиповський Василь Кузьмич (1939—1945)

## Німецька окупація (1941—1943)[3]
- Гейніш Георг (01.09.1942 — 1943)
- Классен Д. Д. (1941 жовтень — грудень 1942)
- Гороновський Е. (1942 грудень — березень 1943)
- Курило-Кримчак Іларіон Павлович (1943 березень — жовтень 1943)

## Радянський Союз (1943—1991)[2]
- Филиповський Василь Кузьмич (1939—1945)
- Землянко Петро Агейович (1945—1948)
- Ільїн Григорій Дмитрович (1948—1950)
- Богданов Дмитро Іванович (1950—1961)
- Костін Віктор Олексійович (1961—1971)
- Глухов Василь Павлович (1971—1977)
- Причкін Олексій Олексійович (1977—1983)
- Крючков Борис Олексійович (1983—1990)
- Паршуков Віктор Федорович (1990—1991)
- Мангул Анатолій Ілліч (з 1991)

## Україна (з 1991)
- Мангул Анатолій Ілліч (1991—1998)
- Сичов Віктор Олександрович (1998—2002)
- Єфименко Василь Васильович (2002—2006)
- Сичов Дмитро Вікторович (2006—2010)
- Вальтер Сергій Георгійович (2010-08.02.2013)[4]
- Барибін Олександр Миколайович (08.02.2013-07.06.2013)[5]
- Чаппа Андрій Федорович (07.06.2013-28.02.2014)[6]
- Мінько Сергій Анатолійович 28.02.2014-7.12.2020[7]
- Федоров Іван Сергійович — з 7 грудня 2020[8]

## Російська окупація (з 2022)
- Данильченко Галина Вікторівна (з 2022)